# فقه الانتظار (كتاب)
فقه الانتظار كتاب من تأليف المفكر المصري محمد الصياد، والمتخصص أيضاً في الفكر السياسي الإسلامي السنّي والشيعي يتناول الكتاب مرجعية الانتظار بالدراسة والتفكيك والتحليل في ستة فصول

## محتوى الكتاب
في المقدمة، جاء تاريخ الفكر السياسي الشيعي منذ عهد الأئمة ونشوء المرجعية الشيعية ومرورا بعهد الصفويين والقاجاريين والبهلويين حتى بزوغ نظرية ولاية الفقيه بقراءتها الخمينية. كما وركز الكتاب على المنهج المعتمد تاريخيًّا وحوزويًّا في الدرس الفقهي والفلسفي، وهو منهج «فقه الانتظار» حتى جرى تغييره والقفز عليه على يد الخميني ومحمد الشيرازي، فكان ذلك بمثابة انقلاب في الفكر السياسي الشيعي المتوارث تاريخيًّا.

## وصلات خارجية
- نسخة محفوظة 7 مارس 2020 على موقع واي باك مشين.